# Димчевски, Драгутин
Драгутин Димчевски (серб. Драгутин Димчевски / Dragutin Dimčevski, родился в Куманово) — подполковник Вооружённых сил Союзной Республики Югославии, участник битвы на Кошарах (заместитель командира 53-го пограничного батальона в битве на Кошарах.

## Биография
Родился в июне (на Видовдан) недалеко от города Куманово. Окончил там начальную школу и среднее военное училище в Задаре. Позже окончил военную академию в Белграде и Задаре. Косовскую войну встретил в звании майора на должности заместителя командира 53-го пограничного батальона Приштинского корпуса 3-й армии. С батальоном участвовал в битве на Кошарах, удерживая высоту Глава (фактически командовал всей обороной высоты). Во время боёв вёл дневник, посвящённый событиям на Кошарах.
Командовал 57-м пограничным батальоном в Прешево, на пенсию вышел в 2004 году, после чего переехал во Владичин-Хан. Состоит в ряде ветеранских организаций, среди которых — Союз объединений ветеранов Народно-освободительной войны Югославии. В 2017 году поддержал коллективный судебный иск граждан Сербии против НАТО по поводу событий 1999 года.
По случаю 21-й годовщины битвы на Кошарах президент Сербии Александр Вучич наградил подполковника Димчевски орденом Белого орла II степени с мечами.

## Награды
- Орден Белого орла II степени с мечами (1 декабря 2020)[6]
- Орден за храбрость